# Этэнраку
Этэнраку (яп. 越天楽, букв. «музыка, принесённая с небес») — мелодия и танец, составная часть японского искусства гагаку. Этэнраку обычно исполняется такими музыкальными инструментами, как рютэки и хитирики, под аккомпанемент других традиционных музыкальных инструментов таких, как сё, кото и какко.

## История
Происхождение этэнраку досконально неизвестно. Существуют теории, что мелодия была создана в Японии, но также имеется точка зрения, согласно которой Этэнраку появилась в Хотане — государстве, находившееся под протекторатом династии Тан, из-за чего этэнраку стал частью репертуара китайского императорского двора.
В период Хэйан получила популярность форма гагаку, известная как имаё (яп. 今様 имаё:, букв. «современный стиль»). Этэнраку была одной из самых популярных мелодией, используемых в имаё.
В 1931 году Хидэмаро Коноэ создал оркестровую версию произведения, которая впоследствии была записана дирижёрами Леопольдом Стоковским и Рюсукэ Нумадзири.
В XXI веке этэнраку часто исполняется на свадебных церемониях.

## Мелодия
Существуют разные версии этэнраку в трёх ладовых звукорядах гакаку: хёдзё, осики и бансикитё. Бансикитё считается старейшей версией, в то же время хёдзё — наиболее известна в Японии.